# Gasteracantha lepelletieri
Gasteracantha lepelletieri is een spinnensoort in de taxonomische indeling van de wielwebspinnen (Araneidae).
Het dier behoort tot het geslacht Gasteracantha. De wetenschappelijke naam van de soort werd voor het eerst geldig gepubliceerd in 1825 door Félix Édouard Guérin-Méneville.